# 奈杰尔·肖特
奈杰尔·肖特（英語：Nigel Short，1965年6月1日—），英国国际象棋棋手、特级大师。
1984年，19岁的肖特获得国际象棋特级大师称号。1988年1月至1989年7月，他的排名曾达到历史最高的世界第三。1993年，他成为了第一个进入国际象棋世界冠军对抗赛的英国棋手。不过最终他在比赛中败给了加里·卡斯帕罗夫。
肖特是1984年、1987年、1998年三度英国国际象棋全国冠军，2004年、2006年、2008年三度英联邦国际象棋冠军。